# Slammertorp, Järfälla kommun

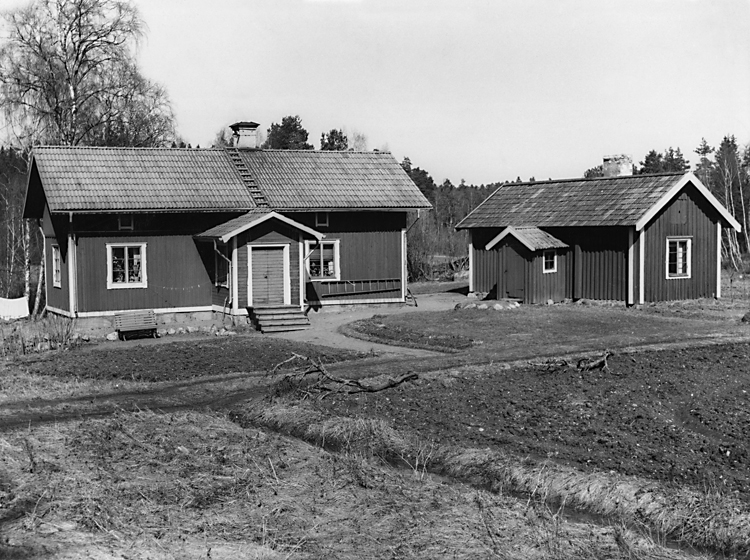
Slammertorps gård, 1952. Den nya torpstugan till vänster och den gamla till höger.

Slammertorp är ett torp, som ligger i Görvälns naturreservat i södra Kallhäll i Järfälla kommun. Torpet består av två byggnader. Huvudbyggnaden, som är den större byggnaden, uppfördes troligen på 1800-talet, medan flygelbyggnaden är äldre och uppfördes antagligen på 1700-talet.
Slammertorp tillhörde Görväln från 1500-talet och 400 år framåt. Gården hade goda betesmarker och fiskevatten vid Mälaren. Gården hade också fin skog och ansågs var Järfälla sockens skogrikaste. Men det var dock inte särskilt bra åkerjord där. Vissa av brukarna hade svårt att betala sina arrenden och andra stannade inte särskilt länge, gården stod öde tidvis.
Gården Slammertorp nämns första gången i 1534 års jordebok som ett biskopshemman som förvaltas av Uppsala domkyrka. Snart blir hemmanet en kronogård under Kronans förvaltning och som tillhör Görväln. Den arrenderade gården hade en viss skyldighet mot markägaren, såsom att bärga hö och utfodra hästar åt både biskopen, kungen och fogden. Fram till 1907 fick arrendatorn av Slammertorp själv bruka gårdens jord. Då lades jordbruket under Görväln. På 1920-talet ägdes Slammertorp en period av J. & C.G. Bolinders Mekaniska Verkstads AB. Sedan såldes gården vidare till civilingenjör, greve Stellan Mörner (1892-1989), som var gift med Bolinders dotter Elsa Bolinder (1894-1953), dotter till direktören Erik August Bolinder och själv chef på Bolinders, men år 1937 blev gården privatägd. Järfälla kommun äger gården sedan 1971. Gården hyrs nu ut till föreningar.
Väster om Slammertorp, närmare sjön, lät Stellan Mörner 1937 uppföra ett bostadshus kallat Hälleboda. Huset brann dock ned 1970. Sedan 1985 finns en så kallad sjövattenvärmepump, som använder Mälarens vatten som värmekälla. Den omsätter därmed oljeförbränning och svavelutsläppen minskar.

## Tidig historia
Från 1350 betalades enligt Upplandslagen sädestiondet med råg, vete, lin, hampa, rovor, ärtor, bönor och humle. Kvicktiondet kunde betalas med grisar, gäss, kalvar, lamm, fisk och gråverk, det vill säga ekorrens vinterpäls. Hantverkare till exempel, som inte odlade något, kunde betala med kontanter. Vanligtvis gick 1/3 av tiondet till sockenprästen, och resten gick till sockenkyrkan (byggningssäd), biskopen och de fattiga. Det fanns dels ett sädestionde, (jordbruksprodukter), dels ett kvicktionde (djur). I samband med Västerås recess 1527 drogs 2/3 till kronan istället, kronotionde, medan prästen fick behålla sin tredjedel.
Redan vid mitten av 1530-talet låg de underlydande gårdarna Slammertorp, Brännbol, Dikartorp, Henrikstorp, Lädersättra och Ulvsättra under Görväln. Gårdarna upptas i 1534 års jordebok som biskopshemman, fastän de redan tidigare hade tycks ha överförts till förvaltningen av Sankt Eriks landbor. Förvaltningen avsåg de gårdar som ligger under Sankt Eriks altare i Uppsala domkyrka. Från 1539 registrerades gårdarna även i jordeböckerna som att de låg därunder och hörde till rätterdömet Görväln. Genom reformationen på 1520-talet hade dessa gårdar i realiteten redan gått över i Kronans ägo, eftersom de i jordeböckerna registrerades enligt sin gamla jordenatur. Gårdarna var 3 7/8 mantal, taxerade till 192.000 kronor, samt såg och kvarn taxerade till 2.000 kronor.

## 1500-talet
Gårdens förste kände arrendator var Tomas. Han brukade Slammertorp 1534. Därefter står nya brukare skrivna på gården åren 1538 och 1539. År 1539 hette arrendatorn Marcus. Enligt jordeboken 1539 sår han för Sankt Eriks landbor 6 spann ena året och 7 spann det andra året. Han bärgar vidare 8 lass hö. Vidare uppgavs Slammertorp, liksom de övriga gårdarna under Görväln, ha god skog, gott mulbete samt fiskevatten i Mälaren. De utlagor som Slammertorp hade att prestera var enligt jordeboken 1529 1 mark i avradspenningar, 2 öre i dagsverkspenningar och utfodring av två biskopshästar, en hushäst och två fogdehästar. Gårdsnamnet skrevs vid denna tid Slemstorp. I Sverige var avrad en årlig avgift som landbon eller bonden såsom brukare eller nyttjare av jord, vatten eller skog hade att betala till jordägaren eller Kronan.
År 1548 bodde arrendatorn Marcus bodde fortfarande kvar och utgjorde samma persedlar som enligt jordeboken 1539. Nu hade han 14 spannland jord och äng till 3 lass hö. I tionde erlade han 1548 1 spann råg och 1 spann korn, 1540 erlade han 1 spann korn, 1550 erlade han 1 spann råg och ½ spann havre. Han var en av de få som detta levererade tionde i havre, samt 1551 spann råg. Förmodligen har Marcus avlidit 1555, för att året därpå stod en änka upptagen på gården. I tionde för de år som längder har bevarats under 1500-talets tre sista årtionden erlade gården brukaren Michel för år 1572 inga tionden för råg och korn, men 1573 erlade Michel ½ spannmål tionde för råg, men inga för korn. Nästa ägare Måns erlade 1578 inga spannmål råg, men ¼ spannmål korn. 1589 erlade Michel 1 spannmål råg, men inga för korn, den siste ägaren, som står i tiondet för 1594, är Påval och han erlade inga tionden för varken råg eller korn. År 1594 var gården befriad från erläggande av tionde, ty den hade då brunnit ned.
Det framgår det av ett donationsbrev från 1571 att kungaparet, Johan III och Katarina Jagellonica, skänkte Kyrkbyn i Järfälla, Björkeby i Järfälla samt Görvälns gods vid Görvälnsfjärden vid Mälaren och de underlydande gårdarna i Järfälla till fogden på Torvesund, nuvarande Drottningholm polacken, italienaren, Antonius de Palma. Görväln hörde ursprungligen till Kronan. Endast i det fall han flyttar utrikes eller avlider utan manliga arvingar "skola gårdarna återgå till Kronan". Kyrkbyn, som i jordeböckerna från och med 1573 redovisas som frälsegård, fick således samma ägare som Görväln och kom, när detta blev säteri, att läggas under Görväln. Kyrkbyn låg sedan under Görväln ända till på 1710-talet.
År 1573 förlänades gårdarna av Kronan på behaglig tid till Antonius de Palma (död före 1589), en italiensk adelsman, som kom till Sverige med drottning Katarina Jagellonica, Johan III:s andra gemål, och övergick sedan till hans son Scipio de Palma (1567-1605), som i sin tur byte bort dem till Svante Bielke. Därefter följde samtliga gårdar Görvälns ägare till in på 1900-talet. Gårdarna behöll även efter 1573 sin jordenatur och de redovisas i fortsättningen i jordeböckerna som S:t Erikstorpare eller Görvälnstorpare. Därefter redovisas gårdarna helt enkelt som kronohemman från 1630-talet.

## 1600-talet

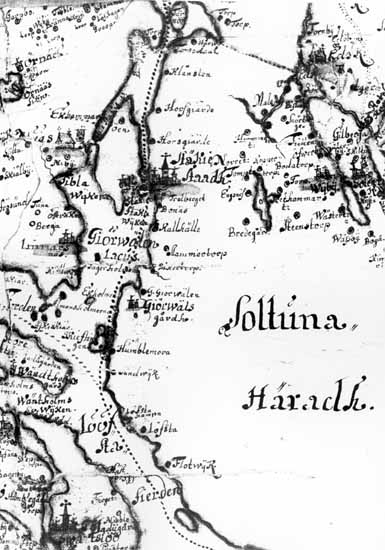
Geografisk avritning över största delen av Svenska skären, Mälaren och Uppland, 1671.

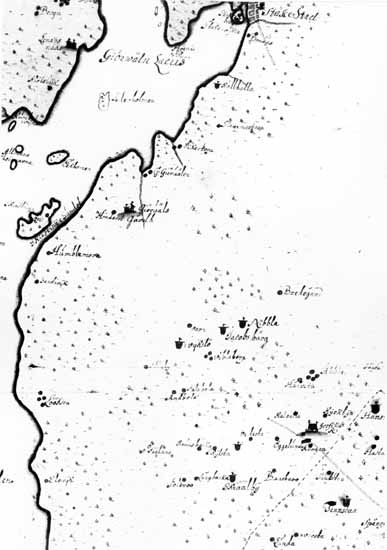
Del av karta över Mälaren mellan Stockholm och Stäket, 1675.

Sigfridh brukade hemmanet år 1599 och han betalde det året i förmögenhetsskatt 17 öre samt hade två kor och två hästar. Hans utsäde var 3 spann. Av jordbrukspersedlarna förmådde han inte utgöra mer än dagsverkena och fodernöten, varav det framgår att gården vid denna tid är ganska dålig. År 1601 bebodde Jörann gården. Enligt det årets avkortning i jordeboken fick han bli skyldig Kronan den avrad i spannmål som han var pliktig att leverera för 1601, på grund av att han nu utgjort allt det gården varit skyldig från tidigare år.
I slutet av 1620-talet brukades emellertid gården åter, för den förekommer i 1628 års boskaps- och utsädeslängd med Lars som brukare. Han har endast en ko och två får, då Hans står som brukare, och sår en tunna säd årligen, har boskapsbeståndet ökat en del och består av en fåle, en sto, en ko och tre getter. Slammertorps kartläggs igen 1660 och till gården redovisas då 9 7/8 tunnland åker och ängen uppgavs bära 36 lass hö. En ny kartläggning av Slammertorp skedde 1687. Det ena året sägs åkern vara 2½ tunnland och det andra 3 tunnland. På grund av svag jordmån kan dock utsädes inte sättas högre än till 2 tunnor per år. Ängen gav vidare 5 vinterlass hö per år. Gården är nu öde och förblev det till år 1700, då den på fem års frihet upptas av Lars Jöransson.

## 1700-talet
Lars Jöransson bebor således gården från år 1700, då den upptogs på fem års frihet. Husen och gärdesgårdarna uppgavs år 1701, då ännu en kartläggning skedde, vara "under röta" och åkern "alldeles i fast linda". Den beräknades dock till 5 tunnland 6 ½ kappland, medan det årliga utsädet sattes till 2 tunnor 19 ½ kappar. Vid skattläggningen året därpå, 1702, förmedlades Slammertorp också från ¼ till 1/8 mantal. Lars Jöransson är bara kvar på gården de fem frihetsåren till 1705. Bland de som brukade gården någon längre tid märktes Erik Jansson 1712-1725, då han flyttade till Granskog Erik Olsson 1733-1746, han var sexman 1743-1744 och Anders Ersson 1757-1789. Under 1700-talets sista decennium växlade brukarna snabbt, men 1798 kom Lars Vaxbom dit och han hade bruket till 1814.

## 1800-talet
Under den tidiga hälften av 1800-talet var det bara Nils Greberg som brukade gården en längre tid från 1825 till sin död 1849. 1864 års arealavmätning gav Slammertorp nästan exakt samma fastighetsbildning, eller ägofigur, som 1701. En ägofigur kan vara en avgränsad markyta och en del av en fastighet. Den avgränsade markytan kan avstyckas och markytan, som har ett visst värde, kan definieras som en ägofigur. Nu hade emellertid åkern ökats till 13 tunnland 5,2 kappland, en del backar i åker och äng 9 tunnland 13,8 kappland samt skogen 50 tunnland 3,2 kappland. Hela arealen uppgick såldes till 99 tunnland 26,2 kappland.
Åren 1869-1879 var J.E. Andersson arrendator på Slammertorp. Då han var bosatt på Slammertorp var han bland annat kyrkvärd i Järfälla kyrka åren 1876-1886 och samtidigt ledamot av kyrkorådet och skolrådet samt nämndeman 1875-1878. J.E. Andersson flyttade 1879 till Ulvsättra gård och efter honom brukade Pär Jansson Träff gården 1879-1895, Frans August Lindholm 1895-1902 och Frans Oskar Cederlund 1902-1907. Därefter lades jordbruket under Görväln, fastän Slammertorp även i fortsättningen förblev bebott.

## 1900-talet
För att slutföra de jordreformer, som påbörjats med storskiftet och enskiftet beslutades i Sverige 1827 om laga skifte. Slammertorp utskiftades vid laga skiftet vid Görväln 1922-1924 med en areal av 68,3340 ha. Principerna i denna skiftesstadga gällde till 1928. Då fick Slammertorp beteckningen Slammertorp 1:1 och ägdes av professor Mauritz Salin samt deras barn Karl Salin och Margit Salin. Genom köp återgick Sammertorp 1922 till direktör Erik August Bolinder, som omedelbart transporterade köpet på firman J. & C.G. Bolinders Mekaniska Verkstads AB. Hemmanet övergick 1933 på Bolinders Fabriks AB i samband med företags ombildning. Från Slammertorp 1:1 avstyckades 1936 området väster om vägen till Dikartorp om 51,2490 ha, inklusive vatten, och kallas Slammertorp 1:2, vilket 1937 köptes av civilingenjör Stellan Mörner. Stellan Mörner uppförde en bostadsbyggnad på den avstyckade tomten, som han kallade Hälleboda. 1944 köpte Mörner även den övriga delen av hemmanet Slammertorp 1:1 om 17,0850 ha. På den gamla gårdsplatsen fanns då kvar dels en äldre torpstuga från 1700-talet, dels en nyare från 1800-talet. Den äldre torpstugan stod i mitten på 1950-talet obebodd, den andra torpstugan användes då som trädgårdsmästarebostad. Gården ägs sedan 1971 av Järfälla kommun och hyrs ut till föreningar.

## Bilder

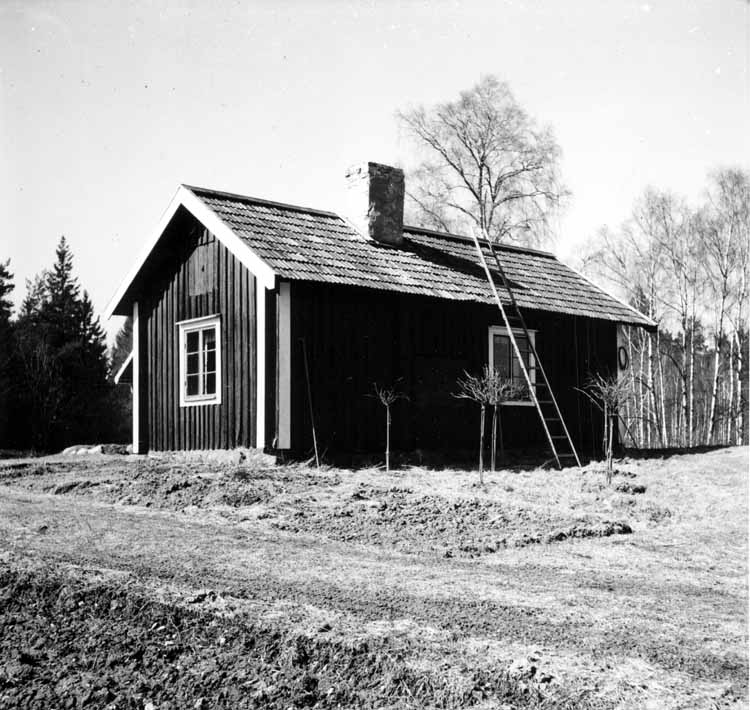
Slammertorp, baksidan på den gamla torpstugan, 1952.
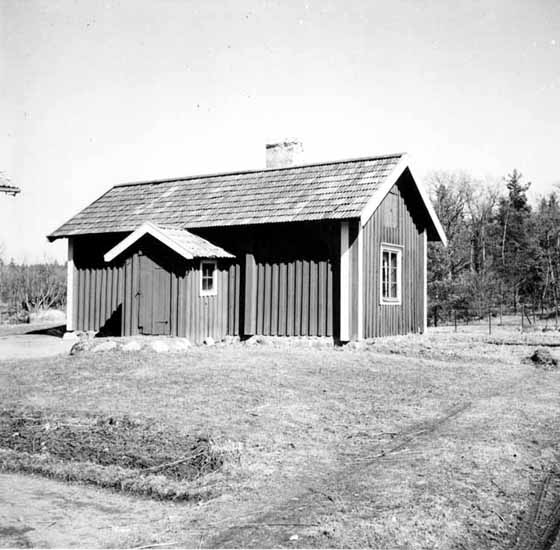
Slammertorp, den gamla torpstugan, 1952.
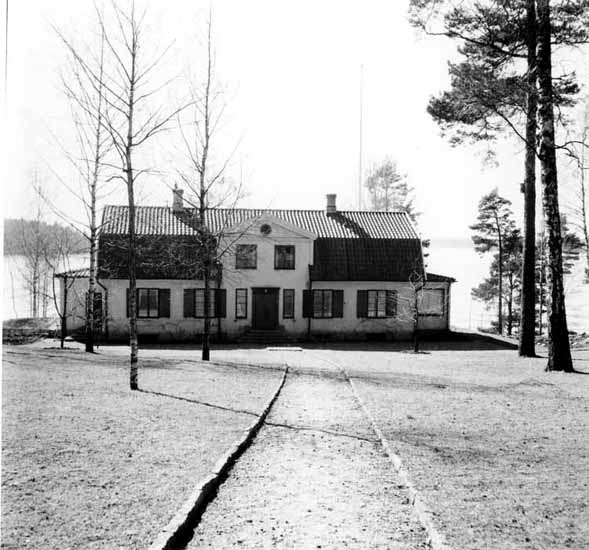
Villa Hälleboda med Mälaren i bakgrunden, 1952.
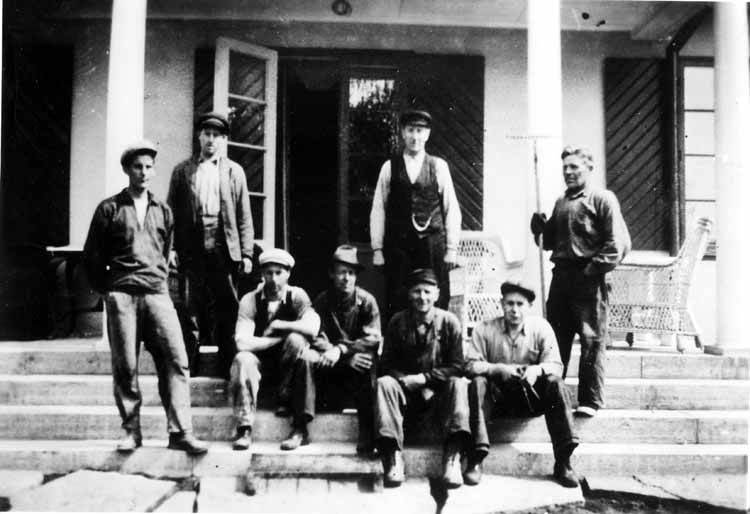
Arbete med stenläggning framför trappan till Villa Hälleboda, 1936.
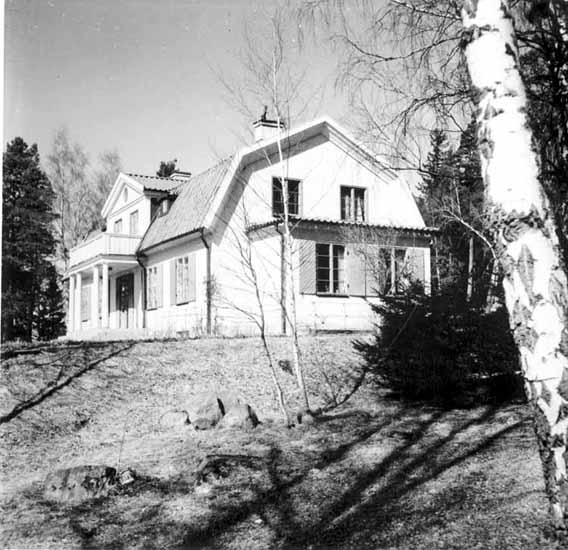
Villa Hälleboda, som civilingenjör Stellan Mörner lät uppföra 1937. Vy från Mälaren, 1952. Huset brann ned 1970.